# قارچ برنزه
قارچ برنزه (نام علمی: Tricholoma ustale) نام یک گونه از سرده قارچ کرکی‌لبه است.